# Sulfito de sodio
El sulfito de sodio o sulfito sódico (Na2 SO3) es un compuesto incoloro, producto de la reacción del ácido sulfuroso (u óxido de azufre (IV)) con hidróxido de sodio. En agua se disuelve con reacción ligeramente básica.     
Es ligeramente higroscópico.

## Reactividad química
El sulfito de sodio se oxida fácilmente para convertirse en sulfato de sodio (Na2SO4). Por esto también decolora una disolución ácida de permanganato de potasio:
2 KMnO4 + 5 Na2SO3 + 3 H2SO4 → K2SO4 + 2 MnSO4 + 5 Na2SO4 + 3 H2O
En el laboratorio se utiliza la reacción del sulfito de sodio con ácido para generar corrientes de óxido de azufre (IV):
{\displaystyle Na_{2}SO_{3}+H_{2}SO_{4}\to Na_{2}SO_{4}+H_{2}O+SO_{2}\,\!}

Con los aldehídos reacciona bajo formación de ácidos hidroxisulfónicos, insolubles en disolventes orgánicos. Esta reacción se aprovecha en las operaciones de limpieza de los aldehídos ya que estos se liberan de nuevo al acidular la disolución.

## Aplicaciones
El sulfito de sodio es producto de partida en diversos procesos químicos. Así se utiliza conjuntamente con azufre elemental en la obtención del tiosulfato sódico (sal de fijación).
Como tal se utiliza aprovechando sus propiedades reductoras protegiendo tuberías o para eliminar el cloro libre. 
Como conservante y antioxidante se utiliza en la industria alimentaria (E221 declarado como óxido de azufre (IV)). La concentración suele ser habitualmente de 30 - 200 mg/kg de alimento aunque en algunos frutos secos se pueden alcanzar los 2000 mg/kg.
También mejora la calidad de los productos en la industria del caucho y de la celulosa y es un producto intermedio en la síntesis del ditionito de sodio (hidrosulfito de sodio).
En las industrias es frecuentemente utilizado para eliminar el oxígeno disuelto en agua, que es dañino en calderas de vapor y otros tanques. Este se adiciona al agua generalmente como sulfito de sodio líquido catalizado y se dosifican 8 ppm por cada 1 ppm de oxígeno, agregando 4 ppm más como reserva.

## Toxicología
El polvo del sulfito de sodio irrita los pulmones. Ingerido en cantidades grandes es nocivo. Especialmente en personas sensibles provoca dolor de cabeza y hasta náuseas y puede irritar el sistema intestinal. La presencia del sulfito de sodio en los alimentos puede reducir el contenido en algunas vitaminas como las vitaminas B y el ácido fólico.

## Neutralización
{\displaystyle 2NaOH+H_{2}SO_{3}\to Na_{2}SO_{3}+2H_{2}O}

## Obtención en laboratorio
Haciendo burbujear una corriente de SO_2(g) en solución de NaOH(aq) o Na_2CO_3(aq)
{\displaystyle \mathrm {2NaOH(aq)+SO_{2}(g)\rightarrow Na_{2}SO_{3}(aq)+H_{2}O} }
{\displaystyle \mathrm {2Na_{2}CO_{3}(aq)+SO_{2}(g)\rightarrow Na_{2}SO_{3}(aq)+H_{2}O+CO_{2}(g)} }